# Pozo Arthur-de-Buyer

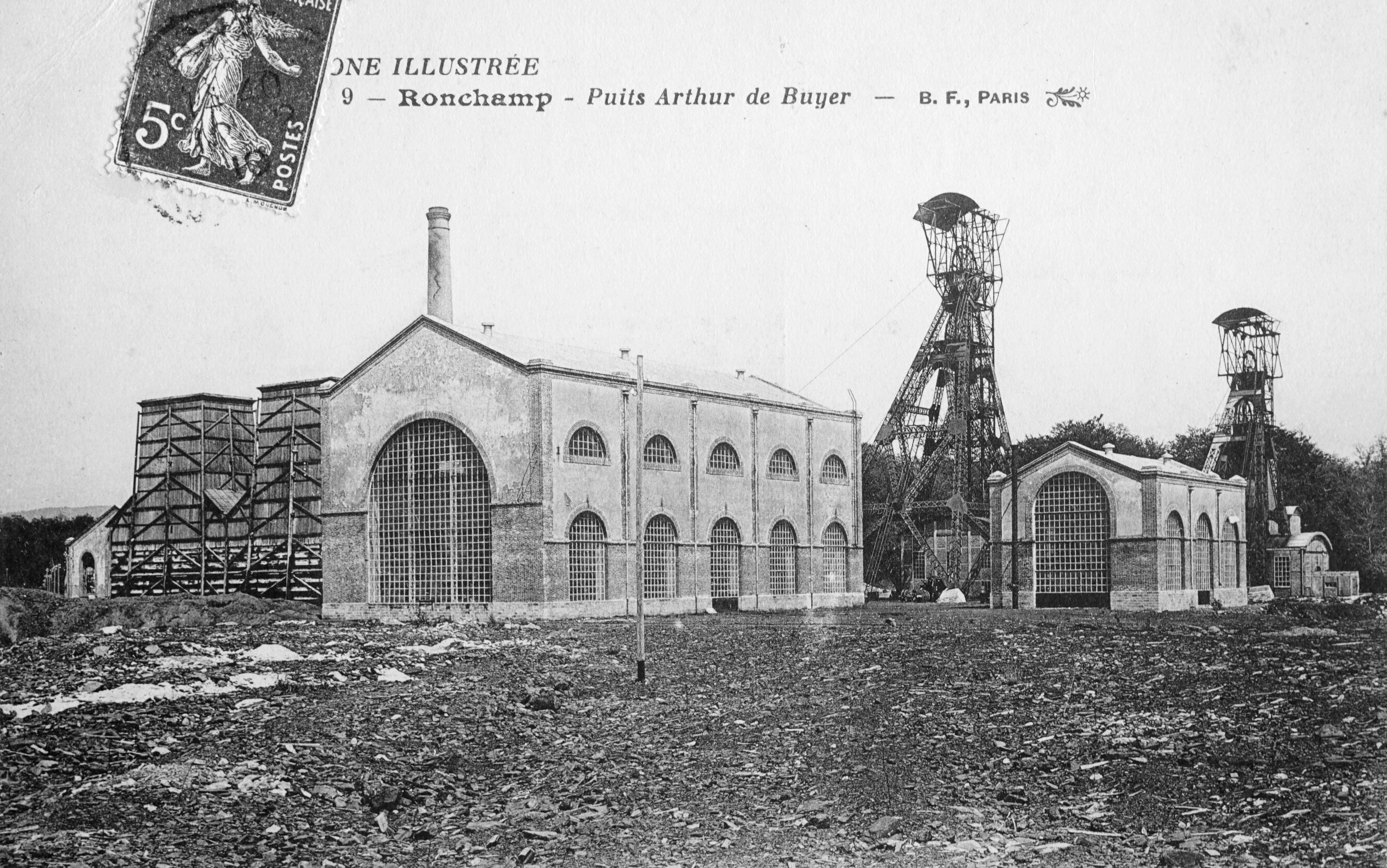
Pozo Arthur-de-Buyer.

El pozo Arthur-de-Buyer (o pozo N.º 11) fue una de las mayores minas de  carbón de Ronchamp, en el territorio del municipio de Magny-Danigon en la región francesa de Franco Condado. Las excavaciones comenzaron en 1894 para garantizar el futuro de la empresa (que estaba en una posición difícil en ese momento). El proyecto lo dirige Léon Poussigue, director de la compañía desde 1891. Es responsable de organizar la excavación, diseñar los edificios e incluso de instalar cada máquina. El nombre que se le da es un homenaje a Arthur de Buyer, presidente desde 1876, y que se retiró durante la actividad de puesta en servicio de la mina.
En funcionamiento desde 1900 hasta principios de los años 50, tenía una profundidad de 1010 metros, siendo la mina más profunda en Francia durante los primeros años del siglo XX, y la primera en sobrepasar la simbólica profundidad de 1000 metros.
Después de haber proporcionado carbón durante casi medio siglo, hubo algunos intentos de reconversión hasta el siglo XXI. Hoy en día solo quedan ruinas. Desde junio de 2012 existe un proyecto para la instalación de una planta de energía fotovoltaica en el municipio.

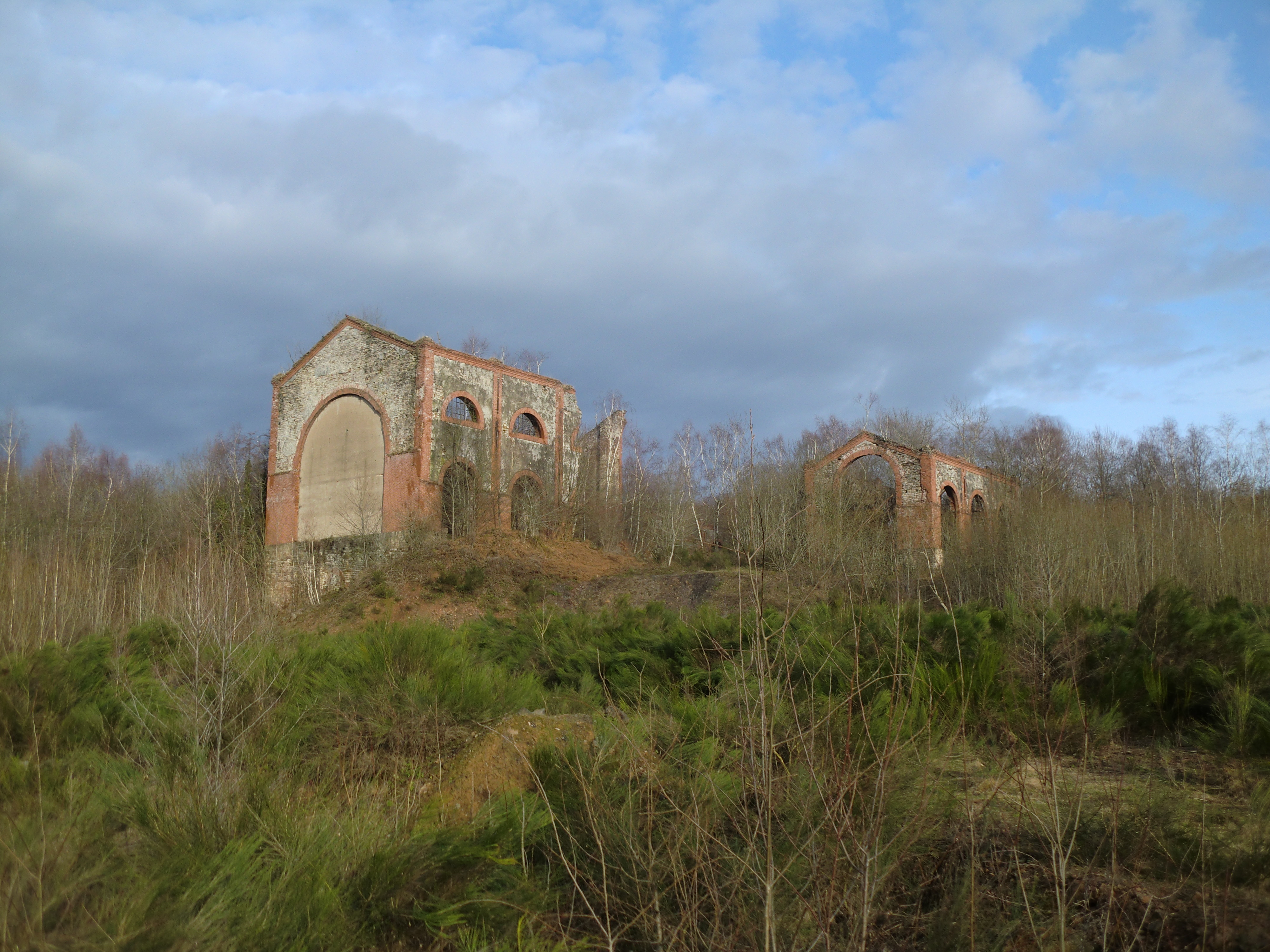
Ruinas del pozo
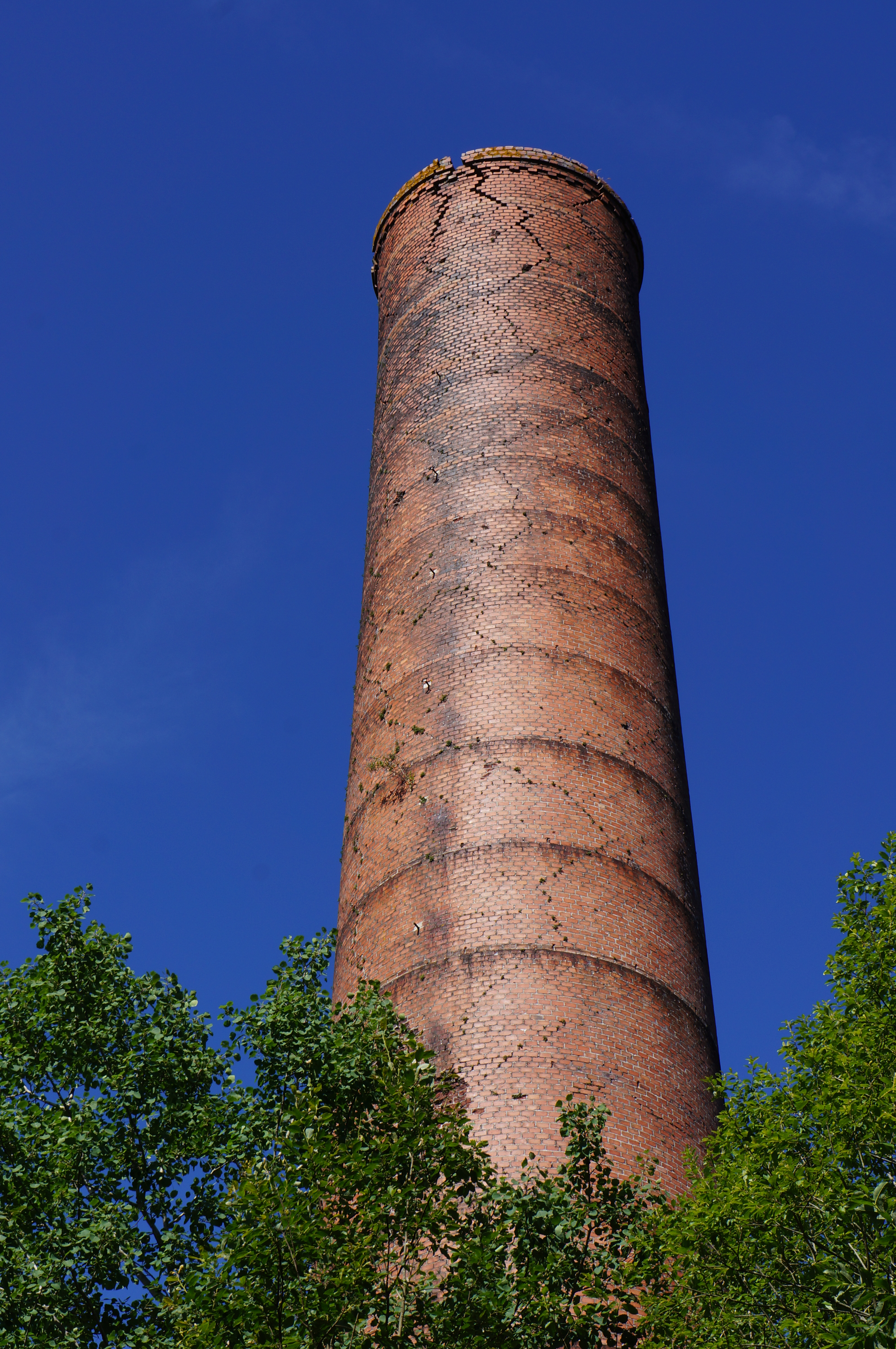
Chimenea
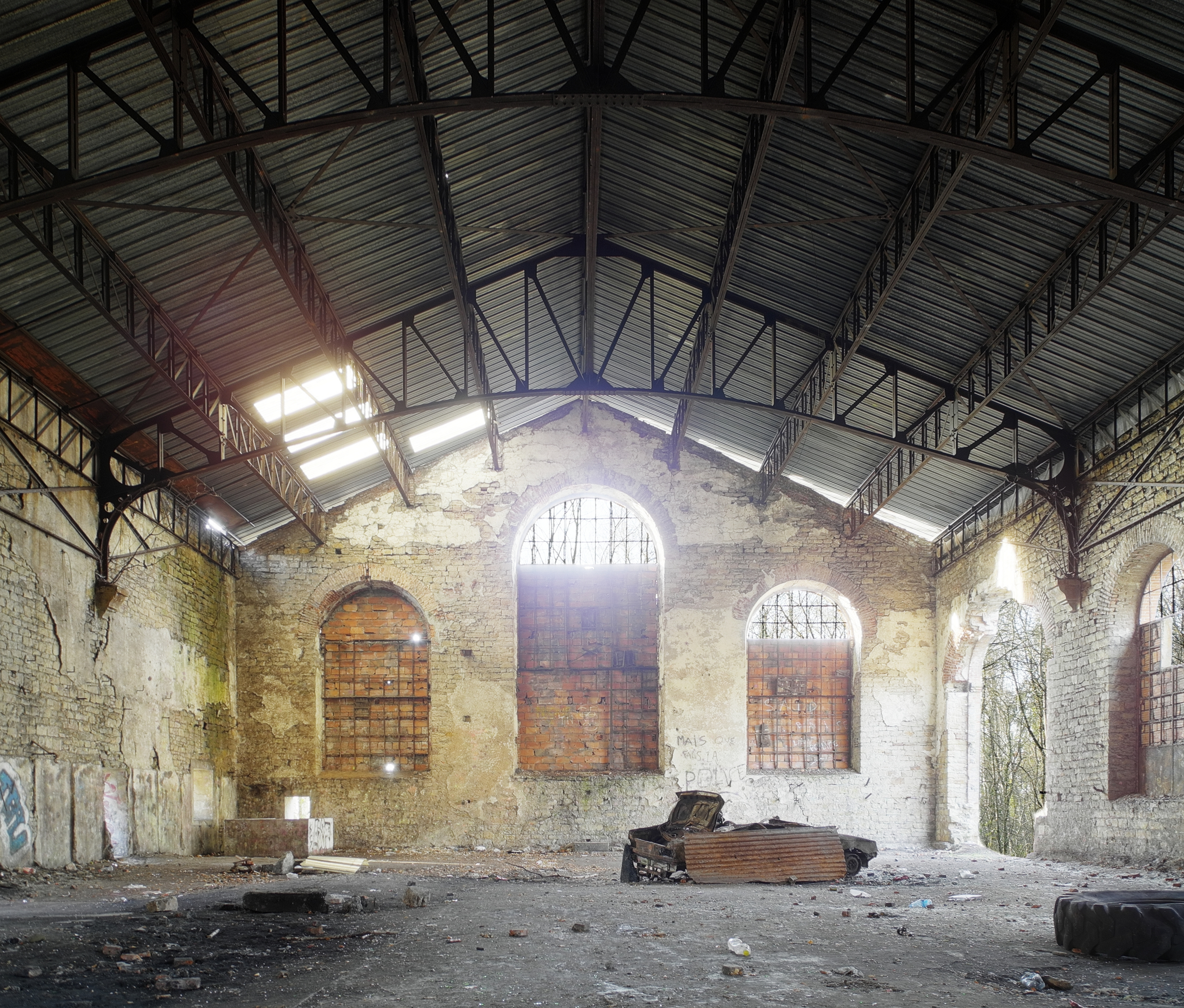
Vestuarios
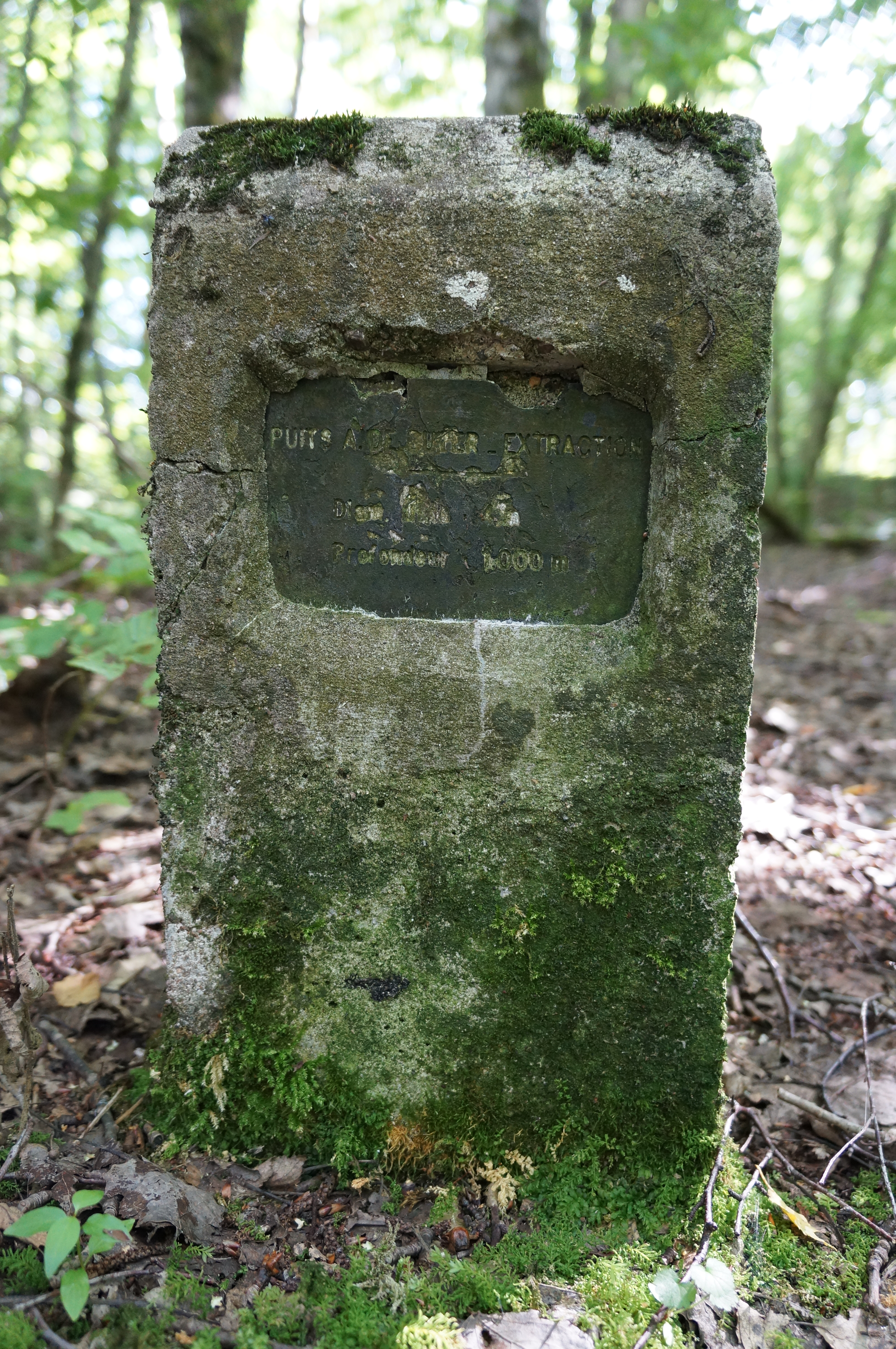
Indicación. Pozo A
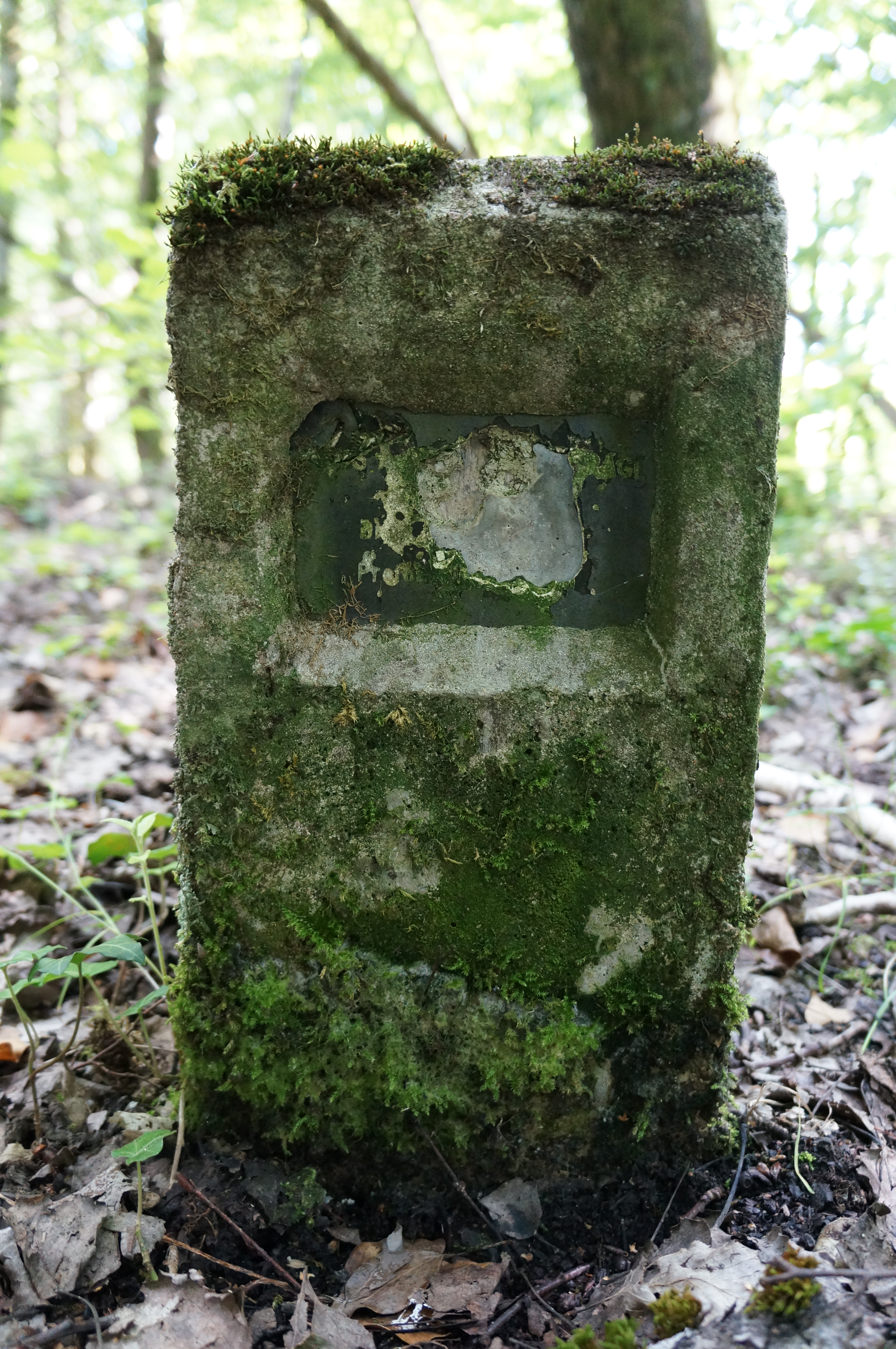
Indicación. Pozo B